# Soba
Soba (そば hoặc 蕎麦 (kiều mạch)) (/ˈsoʊbə/, phát âm tiếng Nhật: [soba]) là tên tiếng Nhật của kiều mạch. Nó thường đề cập đến mì mỏng làm từ bột kiều mạch, hoặc sự kết hợp của bột kiều mạch và bột mì (Nagano soba). Chúng tương phản với mì lúa mì dày, được gọi là udon. Mì soba được phục vụ ướp lạnh với nước chấm, hoặc trong nước dùng nóng như món mì nước.

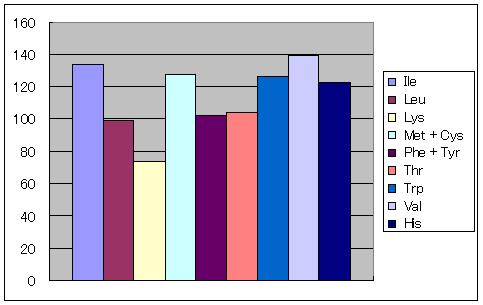
Điểm amino acid điều chỉnh tiêu hóa protein của mì kiều mạch

Tại Nhật Bản, mì soba có thể được tìm thấy tại nhiều nơi, từ cửa hàng thức ăn nhanh đến những nhà hàng đặc sản sang trọng. Các khu chợ bán mì khô, men-tsuyu hay nước dùng mì ăn liền để có thể dễ dàng làm tại nhà. Ngoài ra món mì này có thể chế biến cả nóng và lạnh theo mùa.
Soba có thể bổ sung dinh dưỡng cho các loại ngũ cốc khác như gạo trắng và bột mì. Thiamine không có trong gạo trắng nhưng có trong sợi mì soba. Soba chứa tất cả tám amino acid cần thiết, bao gồm lysine, thiếu bột mì. Truyền thống ăn mì soba xuất phát từ thời Edo.

## Nguyên liệu và phương pháp sản xuất
Mì được làm bằng bột kiều mạch, chất kết dính và nước, đôi khi không có chất kết dính. Bột mì thường được sử dụng làm chất kết dính và tên gọi thay đổi tùy thuộc vào tỷ lệ trộn của bột kiều mạch với bột mì. Những loại khác được sử dụng làm chất kết dính bao gồm trứng gà (được gọi là soba sợi trứng), khoai mỡ Nhật, rong biển Nori (được gọi là hegisoba), khoai nưa và Oyamabokuchi... được thêm vào, tạo ra một kết cấu và độ đàn hồi độc đáo.
Ngoài ra còn có các loại như soba sợi vừng (sử dụng vừng đen), soba nori (sử dụng rong biển) và soba matcha (sử dụng matcha), tùy thuộc vào các thành phần được thêm vào tạo hương vị. Tại một số nhà hàng cho thêm vào bột nhiều loại cây trái theo mùa như Moroheiya, hạt tiêu Nhật Bản, măng, butterbur, ashitaba, lá lớn, yuzu, rong biển wakame và mận.
Tại Nhật Bản, mì kiều mạch được sản xuất theo quy trình sau bất kể nó được làm bằng tay hay được sản xuất bởi máy làm mì.
1. Mizusawashi là quy trình đầu tiên của mì kiều mạch thủ công, là quá trình thêm nước vào bột kiều mạch và khuấy bằng tay để trải đều nước lên bột. Trộn bột kiều mạch và chất kết dính và khuấy trong khi thêm nước để tạo ra những khối bột soba tròn mịn đồng nhất. Khi được làm bằng tay, hãy sử dụng thau bằng gỗ được gọi là thau nhào bột.
2. Kibachi là công đoạn quật bột kiều mạch để tăng độ dính. Đây là công đoạn quan trọng nhất trong toàn bộ quá trình quyết định hương vị của mì kiều mạch, vì vậy bản thân công việc đôi khi được gọi là thau gỗ. Người ta thường nhào khoảng 2 kg bột kiều mạch trong một cái thau gỗ có đường kính 60 cm. Loại gỗ được sử dụng cho nồi gỗ thường là gỗ Tochi, và các vật liệu khác như gỗ sồi cũng được sử dụng. Tại các cửa hàng soba, đồ sơn mài được sử dụng, và bên trong của thau được sơn màu đỏ son và bên ngoài được sơn màu đen.
3. Noshi là công đoạn cán mỏng bột mì, dùng bột để tránh bị dính, sau đó cán mỏng thành hình chữ nhật phẳng. Trong trường hợp cán bằng tay, đặt nó lên giá mì bằng gỗ và cuộn nó bằng một thanh gỗ.
4. Kiri là công đoạn thái sợi mì thành một đường có chiều rộng 1–2 mm. Nếu làm bằng tay, đặt lên thớt, gấp nó thành nhiều lớp, sau đó cắt nó bằng dao kiều mạch trong khi giữ một bảng kê gọi là "komaita" (câu bản).

Những tấm bột kiều mạch được cán và thái ra như mô tả ở trên được đun sôi để hoàn thành mì kiều mạch.
Soba thường được luộc trong một nồi lớn. Khi vớt mì luộc ra sử dụng một tấm mành tre hoặc kim loại gọi là "zaru" (ざる,ザル状) thường được gọi là soba chiên (そば揚げ). Phần nước sau khi luộc soba trở nên giống cháo loãng, được gọi là "sobayu" (蕎麦湯, そばゆ).

## Cách ăn

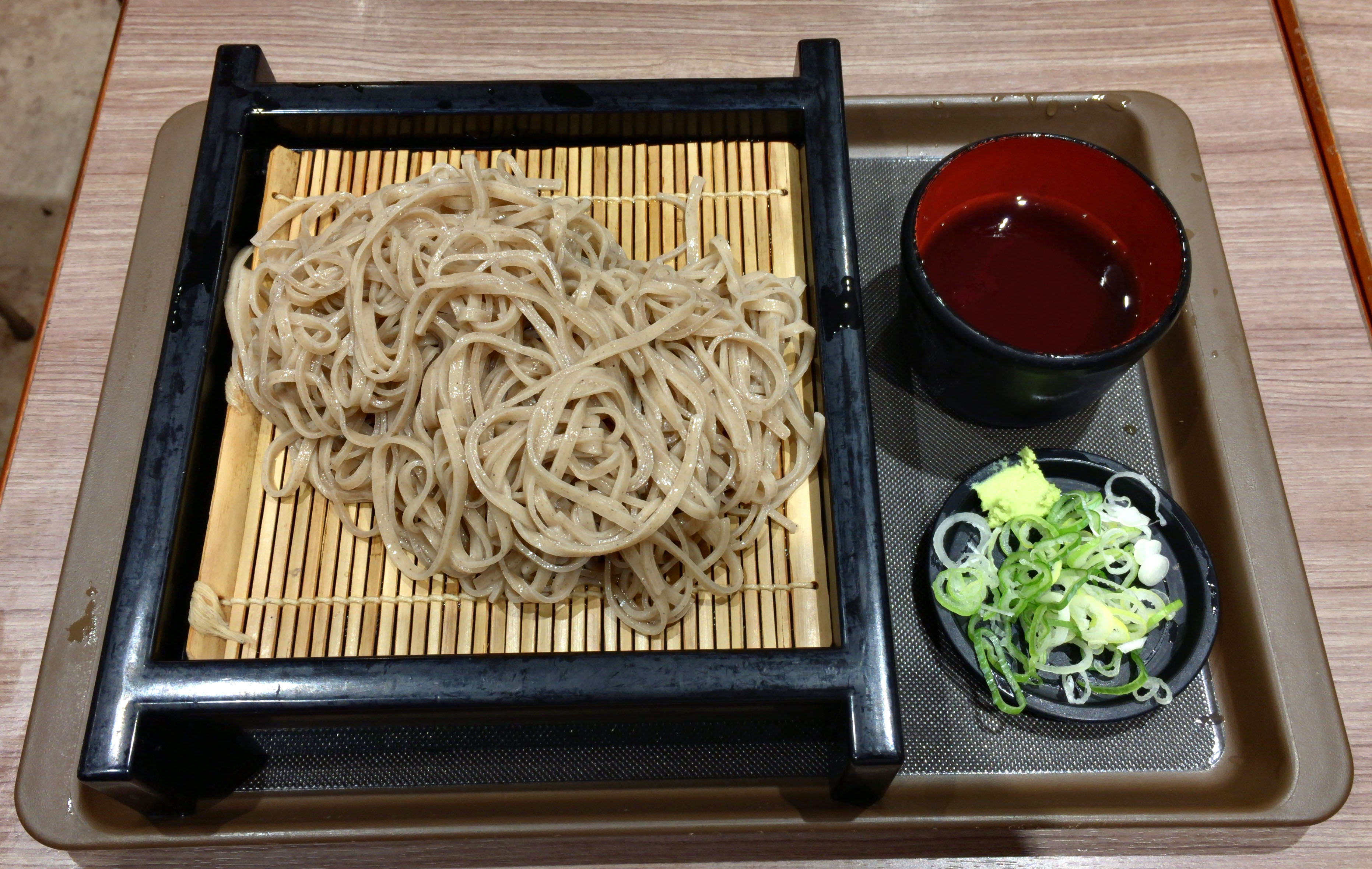
Mori soba

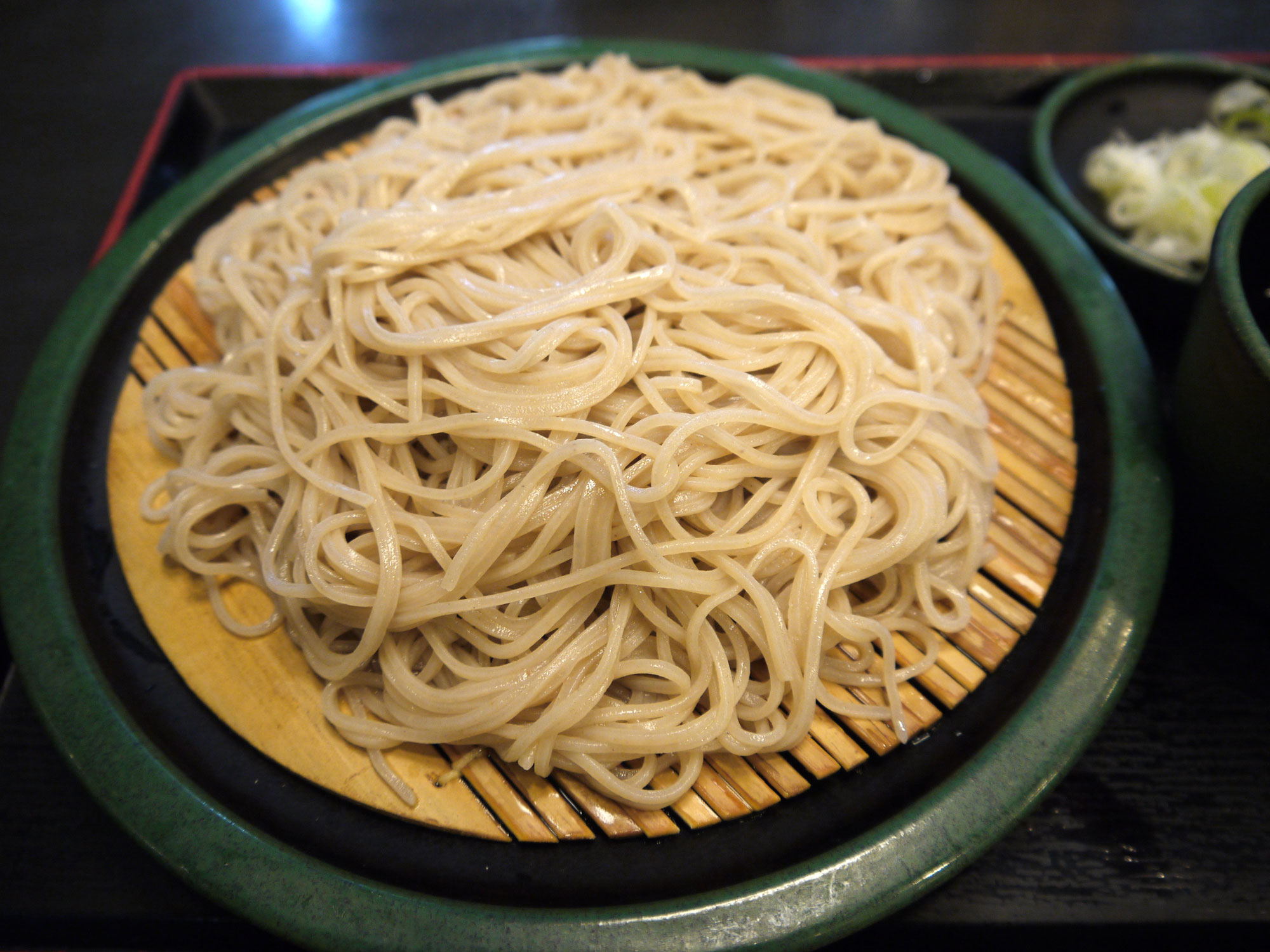
Zaru soba

Nói chung, có những cách sau đây để ăn mì soba Nhật Bản.
Mori soba - Zaru soba
Sau khi luộc, rửa soba trong khi làm mát để loại bỏ chất nhờn, vớt ra và đặt lên trên mành hoặc rổ bằng gỗ hoắc tre. Đổ nước dùng mì vào một cốc khác gọi là "Soba Inoguchi", nhúng từng gắp mì vào bát nước dùng, cắn một miếng bằng đũa. Đó là một cách ăn cũ hơn Kake-soba. Gia vị thích hợp nhất của nước sốt súp được nghiền wasabi và hành lá băm nhỏ. Tất cả chúng đều tách biệt với nước sốt súp và có thể được uống với số lượng bất kỳ theo sở thích của bạn. Wasabi được hòa tan trong nước sốt súp hoặc cho vào kiều mạch để không làm hỏng hương vị.

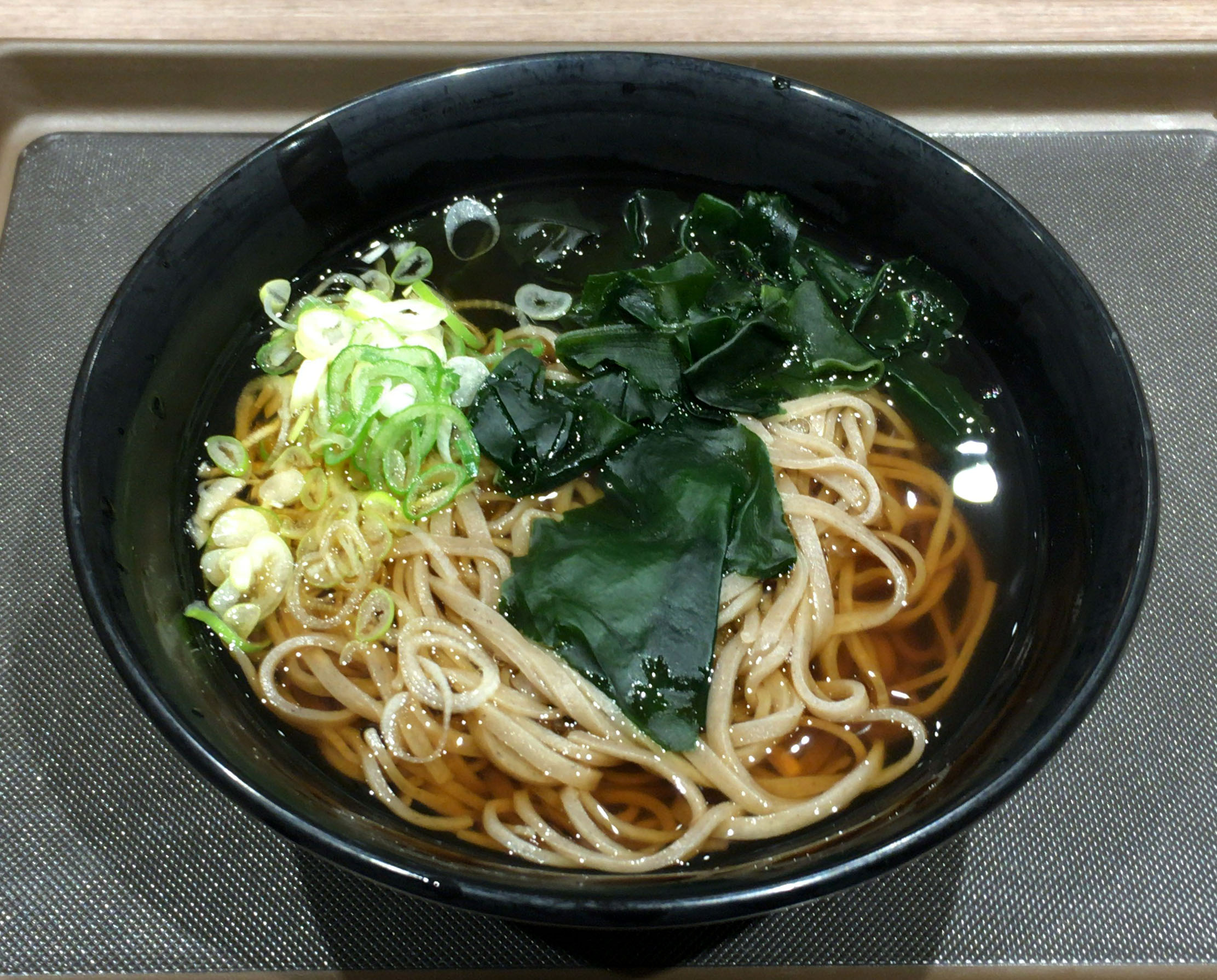
Kake soba
Kake-soba được ninh trong nước lạnh hoặc nước đá, trộn lại với nước sôi, sau đó cho vào nước tương đun sôi nóng.
Đối với gia vị, hành lá xắt nhỏ và hạt tiêu shichimi thường được sử dụng. Khi bạn thêm vỏ cam quýt và vỏ hạt tiêu Nhật Bản, hương vị sẽ nổi bật.
Bukkake soba
Sau khi luộc mì, rửa qua nước lạnh để loại bỏ chất nhầy cũng như làm lạnh mì. Khi ăn rưới nước sốt vào một bát khác và ngâm mì. Khi ăn dùng bát có miệng rộng hoặc cốc, cũng có thể sử dụng bát nông. Ngoài ra cũng có thể được chia thành các đĩa nhỏ như Izumi Soba và Izumo Soba.
Cách ăn món này cũng có thể bày trí giống món mì Hiyashi chūka.
Mori soba và zaru soba và bukkake soba được ăn cùng nước dùng lạnh. Soba lạnh (tsumetai soba) thường cay, ngược lại nước dùng ấm (atatakai soba) thì ngọt, Ở Takatosoba, nước sốt lạnh được gọi là "karatsuyu" và nước sốt ấm được gọi là "amatsuyu".
Một trong những cách hiếm hoi để ăn kiều mạch trong mùa kiều mạch là thêm nước hoặc muối mà không cần dùng súp để bạn có thể thưởng thức hương thơm, kết cấu mì soba. Điều này là do mì soba không chỉ coi trọng hương vị mà còn cả hương thơm. Ban đầu, bạn có thể thưởng thức mùi hương và tạo tiếng động mà không dính vào cách cư xử, là một món ăn rất hiếm trên thế giới, cùng với mì udon và mì Trung Quốc (chūkamen), vì nó được chấp nhận rộng rãi trong cách ăn phát ra tiếng.
Một số người nói rằng soba là thứ nên được thưởng thức vì mùi hương và kết cấu của nó, và nó chỉ giới hạn ở kiều mạch.